# Didymana
Didymana là một chi bướm đêm thuộc phân họ Drepaninae.